# لويز ريتشاردسون
لويز ريتشاردسون (بالإنجليزية: Louise Richardson)‏ (و. 1958  م) هي بروفيسورة أيرلندية، هي عضوةٌ في الأكاديمية الأمريكية للفنون والعلوم، والجمعية الملكية لإدنبرة.

## مناصب
تولت منصب Vice-Chancellor of the University of Oxford ‏.

## التعليم
تعلمت في كلية الثالوث في دبلن، وجامعة هارفارد، وجامعة كاليفورنيا، لوس أنجلوس.

## جوائز
حصلت على جوائز منها:
- جائزة المنافسة العامة [الإنجليزية]‏ (1946)
- قائد الفنون والآداب